# Jenny Erpenbeck
Jenny Erpenbeck (12 de marzo de 1967) es una escritora y directora de ópera alemana. En 2024 ganó el International Booker con su novela Kairos.

## Biografía
Nacida en Berlín Este, Erpenbeck es hija del físico, filósofo y escritor John Erpenbeck y de la traductora árabe Doris Kilias.Tras graduarse en Berlín en 1985, estudió encuadernación y después trabajó en la producción escénica de varios teatros como supervisora de atrezzo y vestuario.
De 1988 a 1990, Erpenbeck estudió teatro en la Universidad Humboldt de Berlín. A continuación se matriculó en Dirección de Teatro Musical en el Conservatorio de Música Hanns Eisler. Entre los compañeros de carrera, estaban los dramaturgos Ruth Berghaus, Heiner Müller y Peter Konwitschny. Tras finalizar con éxito sus estudios en 1994 con una producción de la ópera de Béla Bartók El castillo del duque de Barba Azul en su iglesia parroquial y en la Kunsthaus Tacheles, pasó algún tiempo como ayudante de dirección en la ópera de Graz, donde, en 1997, realizó sus propias producciones de Erwartung de Schoenberg: El castillo del duque de Barba Azul de Bartók y un estreno mundial de su pieza Los gatos tienen siete vidas. Como directora independiente, en 1998 dirigió diferentes óperas en Alemania y Austria, entre ellas L'Orfeo de Monteverdi en Aquisgrán, Acis y Galatea en la Ópera Estatal de Berlín y Zaide de Wolfgang Amadeus Mozart en Núremberg/Erlangen.
En la década de 1990, Erpenbeck compaginó su carrera de directora con la escritura. Más tarde declaró "el fin del sistema que yo conocía, en el que crecí, me impulsó a escribir". Es autora de ficción y de obras de teatro. En 1999 publicó su primera novela Geschichte vom alten Kind (El niño viejo ). Le seguirían su colección de relatos Tand (Baratijas), en 2001, las novelas Wörterbuch (El libro de las palabras), en 2004 y Heimsuchung (Visitación) en 2008. A partir de 2007 también se hizo cargo de una columna quincenal de Nicole Krauss en el Frankfurter Allgemeine Zeitung. En 2015, la traducción al inglés de su novela Aller Tage Abend (El fin de los días) ganó el  Independent Foreign Fiction Prize.
En septiembre de 2023, la traducción al inglés de Kairos de Michael Hofmann fue finalista del National Book Award para una obra literaria traducida. En 2024, Erpenbeck se convirtió en la primera escritora alemana en ganar el Premio Booker Internacional con su obra Kairos, la primera novela escrita originalmente en alemán en ganar el premio.  “Han pasado treinta años desde que desapareció el país en el que nací, por lo que pude atreverme a mirar atrás y tomarme mi tiempo para investigar con cuidado lo que viví sin ser realmente consciente de ello”, declaró. 
Las obras de Erpenbeck se han  traducido a más de 30 idiomas.

## Obras

### Novelas
- Heimsuchung (2008).
- Aller Tage Abend (2012).
- Gehen, ging, gegangen (2015).
- Kairós (2021).

### Narraciones y colecciones de cuentos
- Geschichte vom alten Kind (1999).
- Tand (2001).
- Wörterbuch (2004).
- The Old Child and The Book of Words (Portobello, 2008).

#### Obras traducidas al castellano:
- Historia de la niña vieja, traducción de Helga Pawlowsky, Ediciones El Cobre (2004). ISBN:  978-8496095588
- Una casa en Brandenburgo, traducción de Javier Salinas, Editorial Destino (2011). ISBN: 9788423342525
- Yo voy, tú vas, él va, traducción de Francesc Rovira Faixa, Anagrama (2018).[8]ISBN: 978-84-339-8016-8
- Kairós, traducción de Neila García Salgado, Anagrama (2023).[9]ISBN: 978-84-339-1126-1

### Obras de teatro
- Katzen haben sieben Leben (2000). Los gatos tienen siete vidas.
- Leibesübungen für eine Sünderin (2003). Ejercicios físicos para un pecador.
- Noche sucia (2015).
- Lote (2017).

### Otros
- Dinge, die verschwinden (2009). Cosas que están desapareciendo.
- Kein Roman: Texto 1992 bis 2018 (2018). No es una novela: una memoria en fragmentos.

## Premios y reconocimientos
- 2001: Premio del Jurado en el Concurso Ingeborg Bachmann en Klagenfurt.[10]
- 2001: Varias residencias (Ledig Rowohlt House en Nueva York, Künstlerhaus Schloss Wiepersdorf).
- 2004: Premio literario GEDOK.
- 2006: Ganadora de la Beca de Escritores de la Isla Sylt. [11]
- 2008: Premio literario Solothurner.
- 2008: Premio de Literatura Heimito von Doderer.
- 2008: Premio literario Hertha-Koenig.
- 2009: Premio del North LiteraTour.
- 2010: Premio de Literatura de la Fundación del Acero Eisenhüttenstadt.[12]
- 2011: Premio Jewish Quarterly-Wingate, finalista por Visitation.[13]
- 2013: Premio Joseph Breitbach.
- 2014: Premio Hans Fallada.
- 2015: Independent Foreign Fiction Prize, por El fin de los días (premio compartido con la traductora del libro, Susan Bernofsky). [14]
- 2016: Premio Literario Internacional de Dublín, preseleccionado por El fin de los días.
- 2016: Premio Thomas Mann.[15]
- 2017: Premio Europeo Strega.
- 2017: Orden del Mérito de la República Federal de Alemania. [16]
- 2018: Go, Went, Gone Lista de libros destacados del New York Times 2018.
- 2019: The Guardian clasificó a Visitation en el puesto número 90 en su lista de los 100 mejores libros del siglo XXI. [17]
- 2022: Premio Uwe Johnson por Kairos.[18]
- 2024: Premio Booker Internacional por Kairos.